# Флавий Сиагрий
Вижте пояснителната страница за други личности с името Сиагрий.
Флавий Сиагрий (на латински: Flavius Syagrius) е политик на Римската империя през 4 век.
Вероятно е брат на Елия Флацила, първа съпруга на император Теодосий I и майка на императорите Аркадий и Хонорий.
През 379 г. Сиагрий е проконсул на Африка. През 381 г. e консул заедно с Флавий Евхерий. След това е преториански префект на Италия.